# Divize D 1996/1997
V soubojích 32. ročníku Moravskoslezské divize D 1996/97 (jedna ze skupin 4. fotbalové ligy) se utkalo 16 týmů každý s každým dvoukolovým systémem podzim–jaro. Tento ročník začal v srpnu 1996 a skončil v červnu 1997.

## Nové týmy v sezoně 1996/97
- Z MSFL 1995/96 nesestoupilo do Divize D žádné mužstvo.
- Z Jihomoravského župního přeboru 1995/96 postoupilo vítězné mužstvo SK Dolní Kounice.
- Ze Středomoravského župního přeboru 1995/96 postoupilo vítězné mužstvo FC Elseremo Brumov a TJ Kunovice (2. místo).
- Klub FC Zeman Brno odkoupil divizní účast od SK Šlapanice po skončení ročníku 1995/96.

## Kluby podle žup
- Středomoravská (8): TJ Kunovice, FC Elseremo Brumov, FC Veselí nad Moravou, TJ Trnava, FC Zlín „B“, TJ Dolní Němčí, FC TVD Slavičín, VTJ Sigma Hodonín.
- Jihomoravská (7): FC Zeman Brno, FC Roubina Dolní Kounice, ČAFC Židenice Brno, FC Dosta Bystrc-Kníničky, TJ ČKD Blansko.
- Hanácká (1): SK LeRK Prostějov „B“

## Konečná tabulka
Zdroj: 
| Poř. | Tým                          | Z  | V  | R | P  | VG | OG | B  |
| ---- | ---------------------------- | -- | -- | - | -- | -- | -- | -- |
| 1.   | TJ Kunovice (N)              | 30 | 21 | 7 | 2  | 68 | 23 | 70 |
| 2.   | FC Elseremo Brumov (N)       | 30 | 21 | 3 | 6  | 62 | 35 | 66 |
| 3.   | FC Zeman Brno                | 30 | 18 | 7 | 5  | 74 | 35 | 61 |
| 4.   | FC Roubina Dolní Kounice (N) | 30 | 17 | 3 | 10 | 59 | 42 | 54 |
| 5.   | ČAFC Židenice Brno           | 30 | 14 | 7 | 9  | 41 | 31 | 49 |
| 6.   | FC Dosta Bystrc-Kníničky     | 30 | 14 | 5 | 11 | 55 | 37 | 47 |
| 7.   | FC Veselí nad Moravou        | 30 | 11 | 5 | 14 | 31 | 44 | 38 |
| 8.   | SK LeRK Prostějov „B“        | 30 | 11 | 5 | 14 | 45 | 60 | 38 |
| 9.   | TJ Svitavy                   | 30 | 10 | 7 | 13 | 29 | 37 | 37 |
| 10.  | TJ Trnava                    | 30 | 11 | 2 | 17 | 56 | 64 | 35 |
| 11.  | FC ŽĎAS Žďár nad Sázavou     | 30 | 9  | 8 | 13 | 44 | 61 | 35 |
| 12.  | FC Zlín „B“                  | 30 | 9  | 7 | 14 | 48 | 53 | 34 |
| 13.  | TJ Dolní Němčí               | 30 | 8  | 9 | 13 | 39 | 46 | 33 |
| 14.  | FC TVD Slavičín              | 30 | 8  | 7 | 15 | 35 | 63 | 31 |
| 15.  | VTJ Sigma Hodonín            | 30 | 7  | 7 | 16 | 26 | 48 | 31 |
| 16.  | TJ ČKD Blansko               | 30 | 4  | 5 | 21 | 31 | 64 | 17 |

Poznámky:
- Z = Odehrané zápasy; V = Vítězství; R = Remízy; P = Prohry; VG = Vstřelené góly; OG = Obdržené góly; B = Body; (S) = Mužstvo sestoupivší z vyšší soutěže; (N) = Mužstvo postoupivší z nižší soutěže (nováček)
- Mužstvo SK Dolní Kounice se před začátkem ročníku přejmenovalo na FC Roubina Dolní Kounice.
- O pořadí na 7. a 8. místě rozhodla bilance vzájemných zápasů: Veselí nad Moravou - Prostějov B 1:0, Prostějov B - Veselí nad Moravou 0:2[1]
- O pořadí na 10. a 11. místě rozhodla bilance vzájemných zápasů: Trnava - Žďár nad Sázavou 5:2, Žďár nad Sázavou - Trnava 3:2[1]
- O pořadí na 14. a 15. místě rozhodla bilance vzájemných zápasů: Slavičín - Hodonín 3:2, Hodonín - Slavičín 1:2[1]

|  | Postup do MSFL 1997/98                             |
|  | Sestup do Jihomoravského župního přeboru 1997/98   |
|  | Sestup do Středomoravského župního přeboru 1997/98 |